# Szikrázó lányok
A Szikrázó lányok színes, zenés magyar játékfilmet 1974-ben mutattak be. Forgatókönyvírója és rendezője Bacsó Péter, társírója: Zimre Péter volt. A film plakátjára a pop–mozi pop–zene, a film zenéiből készült hanglemez borítójára: a pop–zene pop–mozi szlogent nyomtatták. A fiatalokról és fiataloknak szóló musicalfilmben az alkotók fontos szerepet szántak a film zenéjének, amelyet a zeneszerző, Vukán György többféle stílusban komponált meg. A konzervgyári környezetben játszódó történet szereplői fiatal munkáslányok és asszonyok, életükről, gondjaikról és a férfiak elleni különös lázadásukról szól a film. A film dalait tartalmazó hanglemez, a filmmel együtt 1974-ben jelent meg.

## Cselekmény
A történet egy konzervgyárban játszódik, az itt dolgozó lányok munkásszálláson laknak. Fiatalok, jókedvűek, szerelmesek, soha nem törődnek bele semmibe egykönnyen, és változtatni akarnak az életükön. Vasárnap reggel a fiúk már várják a szálló előtt a lányokat, mindenki indul szórakozni csak Brigit nem várja senki. A fiú – Brigitta szerelme – elköltözött, senki sem tudja, hogy hol lakik, a levelek sorban érkeznek vissza a leányszállásra. Másnap megkezdődik a munka. Daka Géza művezető és a lányok között megromlott a jó viszony. A művezető túl jókedvűnek találja a lányokat, és mindenbe beleköt, mindent kifogásol. A bajt csak tetézi, hogy egyikük Dragosné, bölcsőde hiányában a gyárba csempészi be gyermekét, akit Daka észrevesz, és hogy bosszút álljon, a lányokat elküldi dolgozni a göngyölegtelepre, ahol a rossz ládákat kell rendbe hozniuk. A lányokat ez sem töri le. Jókedvűek maradnak, a munkásszálló tetején napfürdőznek, zenét hallgatnak csak Brigi szomorú, mert a fiút, akitől várandós, hiába várja. Elkeseredésében öngyilkosságot kísérel meg. Szerencsére a lányok még idejében észreveszik, és kórházba kerül, ahol a gyomormosást követően életben marad. A lányok nem tudják elviselni az igazságtalan bánásmódot, és fellázadnak a művezető ellen és megdobálják paradicsommal. A paradicsomcsata után Dakát leváltják, és helyébe az igazgató Flaksza Erzsit a lányok brigádvezetőjét nevezi ki művezetőnek. Bölcsőde vagy horgásztanya? A kérdés egy rögtönzött üzemi értekezleten hangzik el. A lányok, asszonyok természetesen a bölcsődére szavaznak, míg a férfiak inkább horgásztanyát szeretnének. A főkönyvelő is ragaszkodik a férfiak által megszavazott horgásztanyához. A nőknek több sem kell – fellázadnak, megtagadják tőlük a szerelmi szolgáltatást, a hitvesi ágyban, mint ahogy korábban Lüszisztraté. A lányok, asszonyok lázadása győzedelmeskedik a bölcsőde javára. Társadalmi munkában készül a bölcsőde alapja, a lányok a szabadnapjukon is dolgoznak. Brigitta megismerkedik egy sofőr fiúval, aki már esküvőt is tervezne – de Brigi megmondja a fiúnak, hogy gyereket vár mástól. Brigi találkozik régi szerelmével Lacival, de nem vallja be neki, hogy gyereket vár tőle. A fiú neonreklám-szerelő, járja az országot. Úgy válik el Brigitől, hogy kevés a remény az újabb találkozásra. Brigi, a lányanya művi abortusza előtt az utolsó pillanatig is hezitál, hogy megtartsa-e születendő gyermekét. Végül úgy dönt, hogy megtartja és megszüli gyermekét. Most már őt is becsempészik a gyárba, ahogy korábban Drahosné kisbabáját. Brigi boldog, szerelmes az életbe és reménykedik. Még sok minden történhet…

## Szereplők
- Brigitta – Bánsági Ildikó (énekhangja: Papp Anikó)
- Flaksza Erzsi, brigádvezető – Bodnár Erika (énekhangja: Bódy Magdi)
- Dragosné – Pap Éva (énekhangja: Szirmay Márta)
- Szaffián, a konzervgyár igazgatója – Avar István
- Daka Géza, művezető – Madaras József
- András, sofőr – Sörös Sándor
- Laci, neonreklám szerelő – Tardy Balázs
- Majzik Lujza – Csongrádi Kata
- Csőtönyi Juli – Csákányi Eszter
- Burkusné – Hőgye Zsuzsanna
- Zsuzsa néni, brigádvezető – Pádua Ildikó
- Munkáslány – Bódy Magdi
- Munkáslány – Várszegi Éva
- Munkáslány – Herczku Annamária
- Munkáslány – Szűr Mari
- Munkáslány – Horineczky Erika
- Munkáslány – Szűcs Kati
- Munkáslány – Papp Anikó
- Munkáslány – László Kati
- Munkáslány – Scsurecz Júlia
- Munkásnő – Darás Léna
- Munkásnő – Kéri Edit
- Munkásnő – Seress Erzsi
- Munkásnő – Péter Anna
- Főkönyvelő – John Károly
- Dragos – Patassy Tibor
- Rafael Róbert – Reinitz György
- Turza Éva – Keisz Judit
- Láng Jutka – Matza Alice
- Kopácsi Kriszti – Kopácsi Erzsi
- Brüll Nóra – Vajda Viola

## Készítették
- Rendező: Bacsó Péter
- Forgatókönyvíró: Bacsó Péter
Zimre Péter
- Dramaturg: Marx József
- Operatőr: Zsombolyai János
- Vágó: Boronkay Sándor
- Zene: Vukán György
- Hangmérnök: Peller Károly
- Díszlettervező: Vayer Tamás
- Konzultáns: Dániel Mária
- Koreográfus: Eck Imre
- Versek: Fazekas Lajos[3]
- Gyártásvezető: Gulyás Lajos
- Stúdióvezető: Nemeskürty István

Közreműködtek a Pécsi Balett táncosai.
A zenei felvételek a Magyar Filmgyártó Vállalat stúdiójában készültek.
A filmben elhangzó dalok előadói: Bódy Magdi, Papp Anikó, Szirmay Márta, Berki Tamás, a Mikrolied Vokál (Bódy Magdi, Herczku Annamária, Várszegi Éva) és a Skorpió együttes.
A Magyar Rádió és Televízió Szimfonikus Zenekarát Hidas Frigyes vezényli.

## A filmről mondták az alkotók
Rendhagyó, – mondta új filmjéről tömören a rendező Bacsó Péter, az utolsó forgatási napon, arra az újságírói kérdésre, hogy milyen lesz a film.

„Nagyon izgatott a zene szerepe a filmben. Az, hogy miként lehetne a zenét képre fordítani. Vukán Györggyel és Zsombolyai Jánossal a forgatókönyv születése pillanatától együtt dolgoztunk, így például az operatőri munkát is nagyrészt a zene ritmusa határozza meg.”

– Bacsó Péter

Az első magyar popfilmként és munkás-musicalként is emlegetett alkotásban nemcsak aláfestő jelleggel készültek az egyes zenei betétszámok, hanem érzelmi áttételként a szereplő lányok indulatait, szenvedélyeit felerősítendő szándékkal íródtak. A musicalekre jellemző stílusjegyek közül az énekes szövegmondás mellett táncos jeleneteket is láthatnak a nézők. A koreográfia Eck Imre munkája. A zeneszerző Vukán György is részt vett a forgatásokon: 

„Nem volt könnyű a feladat. Meglepett a téma… A zene itt nem illusztratív, hanem részese a cselekménynek, indulatokat kell vele kifejezni… stílusát tekintve a jazztől a beatig valamennyi hangon megszólal.”

– Vukán György

A főszereplő Bánsági Ildikó néhány napig inkognitóban rendes termelőmunkát végzett a paksi konzervgyárban, ahol a lehetőség szerint minden munkafolyamattal megismerkedett. Erről az alábbiakat mondta:

„A Szikrázó lányok című film a paksi konzervgyárban játszódott. Szóltam a gyártásvezetőnek, hogy szívesen elmennék néhány napra a forgatás előtt dolgozni Paksra, szeretném, ha életszerű lenne az alakításom. „Ön kicsoda?” — kérdezte tőlem a munkaügyis. „Bán Ildikó vagyok Dombóvárról” — feleltem. „Az élelmiszeripari technikumba szeretnék bejutni, azért jöttem ide dolgozni.” Munkaerőhiány volt, felfogadtak. Fehér bebújós munkaruhát kaptam. kendőt, nagy gumiköpenyt, csizmát, kesztyűt. Az első nap „vegyes-darabost” készítettem az egyik brigád tagjaként, másnap a körtebefőttekhez osztottak be. Jöttek-jöttek az üvegek, ha az egyik kicsúszott a kezemből, eltört, az ölembe folyt a forró lé. Aztán elkövetkezett az a nap, amikor beléptem a mini köpenyben, mint filmszínésznő. „Ma nem dolgozol?” — kérdezték a volt brigádtársaim. „Ma mozizom — feleltem —, én vagyok a főszereplő.” Azért, ha volt egy kis időm forgatás közben, vissza-visszajártam a „körtebefőttesekhez”. És ők visszafogadtak, én meg otthonosan törtem tovább az üvegeket.”

## Hanglemez
- Szikrázó lányok – Pepita SLPM 17469 (a Magyar Filmgyártó Vállalat felvétele)

Az album összes dalának zenéjét Vukán György szerezte, a dalokhoz a verseket Fazekas Lajos írta, kivéve a Szikrázzatok lányok című számot, ennek szövegírója Bacsó Péter.
A dalokat énekli: Bódy Magdi, Papp Anikó, Szirmay Márta, Berki Tamás és a Mikrolied Vokál valamint a Skorpió együttes.
A Magyar Rádió és Televízió Szimfonikus Zenekarát Hidas Frigyes vezényli. 
„Pop–mozi pop–zene” „Pop–zene pop–mozi” Ezzel a szlogennel reklámozták a filmet, illetve a film dalait tartalmazó nagylemezt. 
A Hanglemezmagazin 1974-ben Keresztes Tibor ajánlásával népszerűsítette a filmet és a zenei albumot. A dalok címei:
- Vasárnap, vasárnap
- Futok, viszem
- Bölcsődal
- Dal a türelemről
- Nem és nem
- Reminiszcencia
- Madame, az élet...
- Ébredés
- Magánydal
- Lázadás
- Könnyű szél
- Győzelem
- Ánizs, katáng...
- Munkadal[6]